# Aulacaspis martini
Aulacaspis martini är en insektsart som beskrevs av Williams och Watson 1988. Aulacaspis martini ingår i släktet Aulacaspis och familjen pansarsköldlöss. Inga underarter finns listade i Catalogue of Life.